# خوسيه دا كوستا
خوسيه دا كوستا هو لاعب كرة قدم برتغالي، ولد في 18 أغسطس 1928 في لشبونة في البرتغال. لعب مع فيتوريا دي غيماريش ونادي بنفيكا.